# Hitlerův mnichovský byt
Hitlerův mnichovský byt byl byt vlastněný německým diktátorem Adolfem Hitlerem. Nachází se na adrese Prinzregentenplatz 16 v Mnichově, městě vzniku a ústředí Nacistické strany, která vznikla v roce 1920.

## Dřívější bydliště

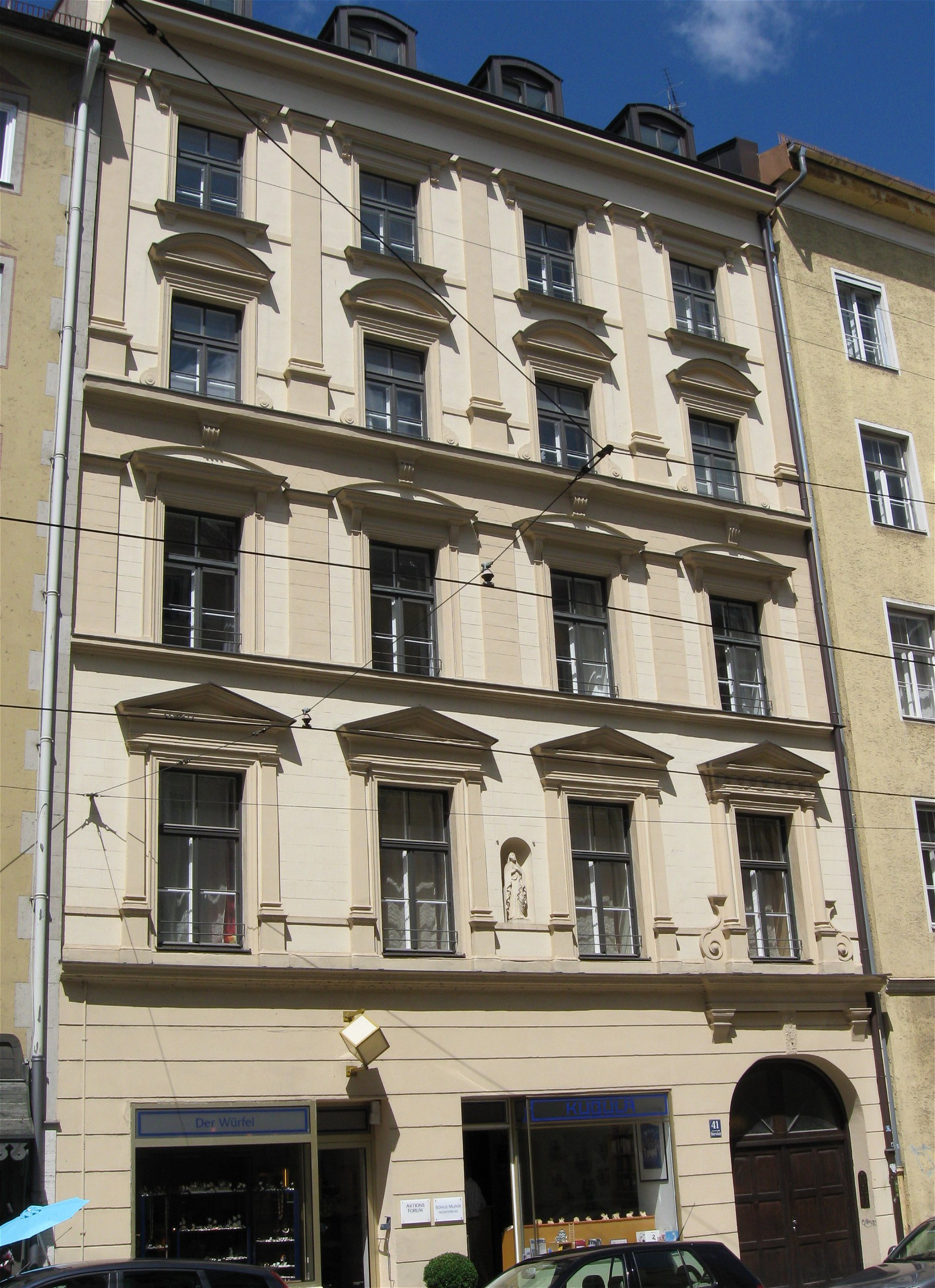
Thierschstrasse 41 (2011)

Hitler byl v březnu 1920 propuštěn z německé armády, vrátil se do Mnichova a začal na plný úvazek pracovat pro Národně socialistickou německou dělnickou stranu (nacistickou stranu), která měla v tomto městě své sídlo. V letech 1920-1929 měl pronajatou malou ložnici na Thierschstrasse 41. Později si pronajal druhý pokoj, který využíval jako kancelář. V roce 1936 umístila mnichovská městská rada na budovu pamětní desku s nápisem: „Adolf Hitler žil v tomto domě od 1. května 1920 do 5. října 1929.“ Budova stále stojí a Hitlerův bývalý pokoj slouží jako skladiště.

## Prinzregentenplatz 16
V roce 1929 se Hitler přestěhoval do luxusního osmipokojového bytu na adrese Prinzregentenplatz 16. Byt se nacházel ve druhém patře (podle evropských zvyklostí, podle amerických zvyklostí ve třetím patře) a jeho součástí byly dvě kuchyně a dvě koupelny. Zpočátku za něj platil jeho vydavatel, o deset let později jej Hitler zaplatil rovnou a nakonec se celá budova stala majetkem nacistické strany.[zdroj?]
V roce 1935 byt zrenovovala designérka Gerdy Troostová, vdova po architektu Paulu Ludwigu Troostovi, členovi nacistické strany a Hitlerově poradci pro architekturu. Zaplnila jej uměleckými díly, která Hitler sbíral, zejména německými obrazy devatenáctého století a také německými starými mistry.
V roce 1925 si Hitler přivezl z Rakouska svou ovdovělou nevlastní sestru Angelu Raubalovou, která mu dělala hospodyni v mnichovském bytě i v pronajaté vile Berghof. Přivedla s sebou své dvě dcery, Geli a Friedl. Hitler se velmi sblížil se svou neteří Geli Raubalovou, která se v roce 1929 (ve věku 20 let), nastěhovala do jeho bytu. Jejich vztah je zahalen tajemstvím, ale všeobecně se hovořilo o romantickém vztahu. Dne 18. září 1931 zemřela v bytě na následky střelného zranění; koroner prohlásil její smrt za sebevraždu. Hitler byl zrovna na cestě do Erlangenu, kde měl pronést projev, ale když se k němu zpráva donesla, okamžitě se vrátil do Mnichova. Její smrt nesl velmi těžce a upadl do deprese. Celé roky ji oplakával a udržoval její pokoje přesně v původním stavu.
Hitler v bytě bydlel až do roku 1934, kdy se stal Führerem a říšským kancléřem Německa. Hitler si byt ponechal, ale většinu času trávil buď v Berlíně, nebo ve své rezidenci Berghof.
Občas byt využíval pro diplomatická jednání na vysoké úrovni. Dne 25. září 1937 se zde setkal s Benitem Mussolinim, když se jej snažil přimět, aby souhlasil s jeho plánem na připojení Rakouska k Německu; vůdci se dohodli na posílení jejich paktu Osy. V bytě se také dne 30. září 1938 setkal s britským premiérem Nevillem Chamberlainem po podpisu mnichovské dohody čtyř mocností.

### Po válce
Když spojenci v roce 1945 obsadili Mnichov, našli byt přesně v takovém stavu, v jakém jej Hitler zanechal. Fotografka časopisu Vogue Lee Millerová zaujala veřejnost tím, že se vykoupala v Hitlerově vaně. V bezprostředně poválečném období sloužila budova jako sídlo americké sekce.

### Dnes
Budova stále stojí a sídlí v ní mnichovský finanční úřad pro spolkovou zemi Bavorsko. Ve druhém patře, bývalém Hitlerově bytě, sídlí ředitelství mnichovské zemské policie a není přístupné veřejnosti.